# Syne Village
Syne Village es una villa de Trinidad y Tobago, que forma parte de las regiones de Penal-Debe y Siparia.

## Geografía
La villa abarca parte de la isla Trinidad y limita al norte con San Francique, al sur con Mendez Village, al este con Charlo Village y al oeste con Thick Village, De Gannes Village y Siparia (estas tres últimas pertenecientes a la región de Siparia).

## Demografía
Datos demográficos de la villa de Syne Village:
| Gráfica de evolución demográfica de Syne Village entre 2000 y 2011 |
|                                                                    |